# Kyra Sedgwick

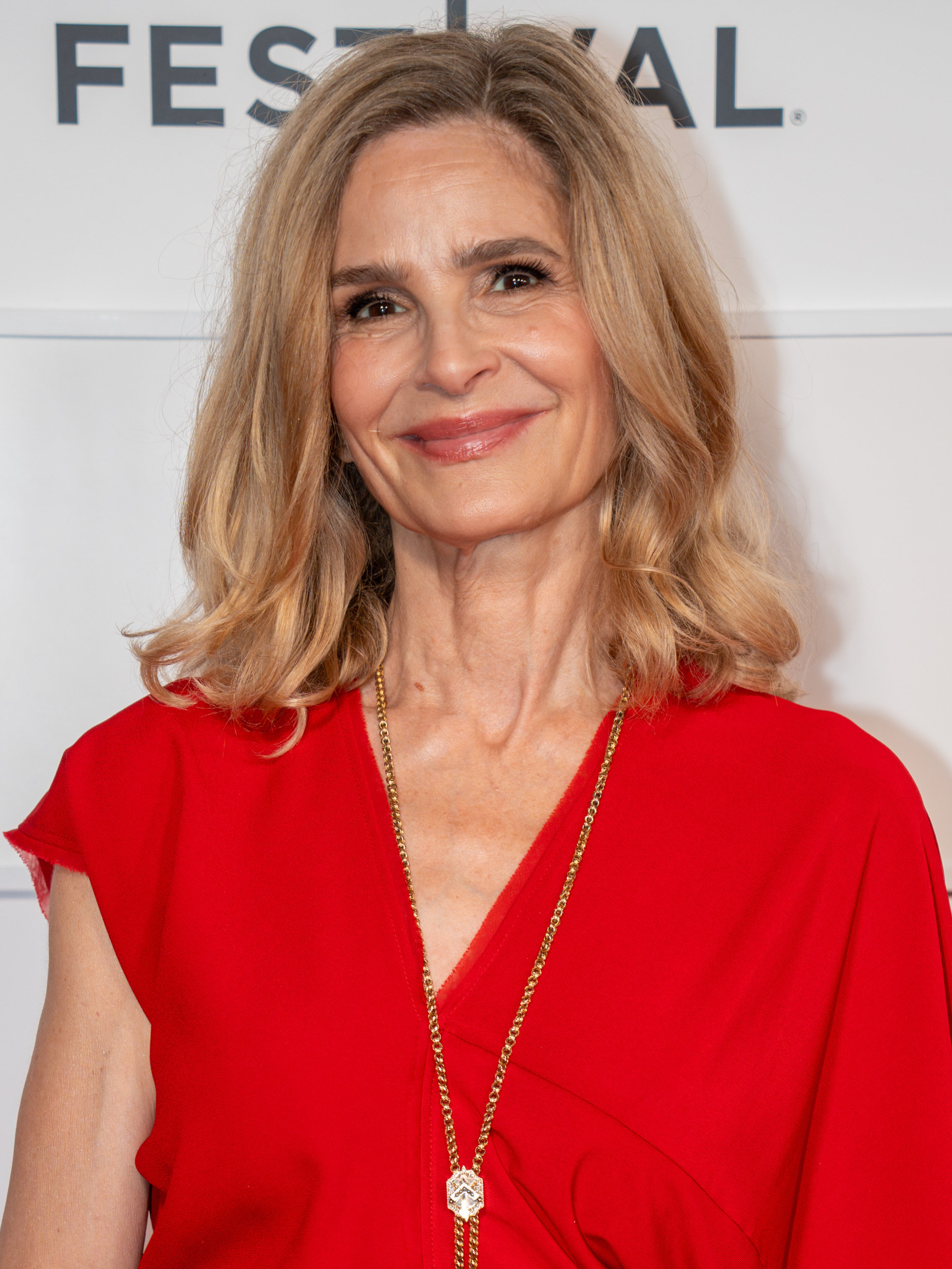
Kyra Sedgwick (2025)

Kyra Minturn Sedgwick (* 19. August 1965 in New York City) ist eine US-amerikanische Schauspielerin und Golden-Globe-Preisträgerin.

## Leben
Sedgwick besuchte ausschließlich Privatschulen und studierte Theater an der University of Southern California. Sie debütierte als Schülerin im Jahr 1982 in der Seifenoper Another World des Senders NBC. Sie spielte ebenfalls Theaterrollen und gewann einen Theatre World Award für ihre Rolle in einem Stück Eugene O’Neills.
Ihr Kinodebüt gab Sedgwick 1985 in War and Love. Im Film Geboren am 4. Juli spielte sie neben Tom Cruise, im Film Singles – Gemeinsam einsam neben Bridget Fonda und Campbell Scott. Mit ihrem Ehemann Kevin Bacon spielte sie 1991 in dem Film Pyrates. Für ihre Rolle im Fernsehfilm Miss Rose White aus dem Jahr 1992 war sie für einen Golden Globe nominiert. Im Film Power of Love spielte Sedgwick 1995 neben Julia Roberts. Für diese Rolle erhielt sie Nominierungen für den Golden Globe und den American Comedy Award.
Im gleichen Jahr spielte sie auch neben ihrem Ehemann in dem Gefängnisfilm Murder in the First und übernahm 1996 die Hauptrolle in dessen Regiedebüt Losing Chase, das sie auch produzierte. Im Film Phenomenon – Das Unmögliche wird wahr spielte sie neben John Travolta. Außerdem trat sie gemeinsam mit Bacon 2004 in The Woodsman sowie 2005 in Loverboy auf.
Von 2005 bis 2012 verkörperte Sedgwick in der Fernsehserie The Closer die Hauptrolle des Deputy Chief Brenda Leigh Johnson. Dafür war sie von 2006 bis 2011 für einen Golden Globe Award/Bester Serien-Hauptdarsteller – Drama nominiert und wurde 2007 auch ausgezeichnet. Von 2006 bis 2010 war sie für diese Rolle außerdem für einen Screen Actors Guild Award der US-Schauspielvereinigung nominiert. 2010 erhielt sie einen Emmy.
2012 stand Sedgwick für den Horrorthriller Possession – Das Dunkle in dir vor der Kamera, den Sam Raimi produzierte und bei dem Ole Bornedal Regie führte. 2015 ist sie als ausführende Produzentin an der Serie Proof beteiligt, in der Jennifer Beals die Hauptrolle einer Herzchirurgin verkörpert, die herauszufinden versucht, was sich nach dem Tod ereignet. 2018 wurde sie in die Academy of Motion Picture Arts and Sciences berufen, die jährlich die Oscars vergibt.

### Privates
Bei der Fernsehproduktion Lemon Sky lernte Sedgwick 1987 Kevin Bacon kennen, mit dem sie seit 1988 verheiratet ist. Sie leben in New York City und haben zwei Kinder, Travis und Sosie Bacon, die ebenfalls Schauspieler bzw. Musiker sind. Sedgwick ist eine Cousine zweiten Grades der Schauspielerin Edie Sedgwick.
Sie erhielt am 8. Juni 2009 auf dem Hollywood Walk of Fame einen Stern, in der Nähe der Auszeichnung ihres Ehemanns Kevin Bacon.

## Filmografie (Auswahl)
Als Schauspielerin
- 1985: Miami Vice (Fernsehserie, Folge 2x12)
- 1986: Unglaubliche Geschichten (Fernsehserie, Folge 2×10)
- 1986: Tai-Pan
- 1988: Lemon Sky
- 1988: Kansas
- 1989: Geboren am 4. Juli (Born on the Fourth of July)
- 1990: Mr. & Mrs. Bridge
- 1991: Ari & Sam (Pyrates)
- 1992: Miss Rose White
- 1992: Singles – Gemeinsam einsam (Singles)
- 1993: 4 himmlische Freunde (Heart and Souls)
- 1995: Murder in the First (Murder in the First)
- 1995: Power of Love (Something to Talk About)
- 1996: Phenomenon – Das Unmögliche wird wahr (Phenomenon)
- 1996: Abschied von Chase (Losing Chase, Fernsehfilm)
- 1997: Sterben und erben (Critical Care)
- 1998: Wiege der Angst (Montana)
- 2000: What’s Cooking?
- 2001: Behind The Red Door
- 2002: Just a Kiss
- 2002: Ally McBeal (Fernsehserie, Folge 5x21)
- 2003: Löwen aus zweiter Hand (Secondhand Lions)
- 2004: The Woodsman
- 2005: Loverboy
- 2005–2012: The Closer (Fernsehserie, 109 Folgen)
- 2007: Daddy ohne Plan (The Game Plan)
- 2009: Gamer
- 2012: Ein riskanter Plan (Man on a Ledge)
- 2012: Possession – Das Dunkle in dir (The Possession)
- 2013: Kill Your Darlings – Junge Wilde (Kill Your Darlings)
- 2013: Chlorine
- 2014: The Road Within
- 2014: Reach Me – Stop at Nothing (Reach Me)
- 2014: The Last Act (The Humbling)
- 2014: Time Out of Mind
- 2014–2015, 2019–2020: Brooklyn Nine-Nine (Fernsehserie, 12 Folgen)
- 2015: Big Sky
- 2015: Cop Car (nur Stimme)
- 2016: The Edge of Seventeen – Das Jahr der Entscheidung (The Edge of Seventeen)
- 2017: Submission
- 2017–2018: Ten Days in the Valley (Fernsehserie, 10 Folgen)
- 2019: After Darkness
- 2019: Villains
- 2019: Love Again – Jedes Ende ist ein neuer Anfang (Endings, Beginnings)
- 2021: Call Your Mother (Fernsehserie, 13 Folgen)
- 2022: The Guardians of the Galaxy Holiday Special (Stimme)
- 2023: Der Sommer, als ich schön wurde (The Summer I Turned Pretty, Fernsehserie, 5 Folgen)
- 2025: The Best You Can

Als Regisseurin
- 2017: Story of a Girl
- 2019: Grace and Frankie (Fernsehserie, Folge 5x03)
- 2019: Girls Weekend
- 2019: God Friended Me (Fernsehserie, Folge 1x19)
- 2019: In the Dark (Fernsehserie, Folge 1x08)
- 2019: City on a Hill (Fernsehserie, Folge 1x07)
- 2020: Ray Donovan (Fernsehserie, Folge 7x07)
- 2022: Zum Mars oder zu Dir? (Space Oddity)

Als Produzentin
- 2003: Imelda (Dokumentarfilm)
- 2022: Zum Mars oder zu Dir? (Space Oddity)
- 2022: Aristoteles und Dante entdecken die Geheimnisse des Universums (Aristotle and Dante Discover the Secrets of the Universe)
- 2025: The Best You Can